# Sankt Matteus församling
För andra betydelser, se Matteus församling.
Sankt Matteus församling är en församling med eget pastorat i Domkyrkokontraktet i Stockholms stift i Svenska kyrkan, grundad 1906. Församlingen omfattar ungefärligen Vasastan i Stockholm och är uppkallad efter aposteln Matteus.

## Administrativ historik
Församlingen bildades 1 maj 1906 genom en utbrytning ur Adolf Fredriks församling och har därefter utgjort ett eget pastorat.

## Areal
Sankt Matteus församling omfattade den 1 november 1975 (enligt indelningen 1 januari 1976) en areal av 1,4 kvadratkilometer, varav 1,3 kvadratkilometer land.

## Kyrkoherdar
| Ämbetstid | Namn                         | Levnadstid | Övrigt |
| --------- | ---------------------------- | ---------- | ------ |
| 1907–1912 | August Löfgren               | 1851–1912  |        |
| 1915–1932 | Axel Alfred Theodor Berglund | 1868–1932  |        |
| 1933–     | Oscar Birger Gunnard         | 1884–      |        |
| 2018–     | Petter Sundelius             | 1972–      |        |

### Förste komministrar
| Ämbetstid | Namn                         | Levnadstid | Övrigt                            |
| --------- | ---------------------------- | ---------- | --------------------------------- |
| 1908–1915 | Axel Alfred Theodor Berglund | 1868–1932  | Senare kyrkoherde i församlingen. |
| 1916–1946 | Arvid Johannes Holmbäck      | 1870–      |                                   |

### Andre komministrar
| Ämbetstid | Namn                  | Levnadstid | Övrigt |
| --------- | --------------------- | ---------- | ------ |
| 1921–1941 | Carl Richard Wikmarck | 1866–1943  |        |

### Tredje komministrar
| Ämbetstid | Namn                 | Levnadstid | Övrigt                            |
| --------- | -------------------- | ---------- | --------------------------------- |
| 1925–1933 | Oscar Birger Gunnard | 1884–      | Senare kyrkoherde i församlingen. |
| 1934–     | Erik Wilhelm Wiklund | 1885–      |                                   |

## Organister
Lista över organister.
| Ämbetstid | Namn            | Levnadstid | Övrigt    |
| --------- | --------------- | ---------- | --------- |
|           | David Ahlberg   | 1869-1949  | Organist  |
| 1955-1964 | Jalmar Arvinder | 1899-1979  | Organist. |
| 1964–1976 | Bengt Berg      | 1935–2008  | Organist. |

## Kyrkobyggnader
- Sankt Matteus kyrka
- Mikaelskapellet